# Zeta Ophiuchi
Zeta Ophiuchi (ζ Oph, ζ Ophiuchi) là một ngôi sao nằm trong chòm sao Xà Phu (Ophiuchus). Nó có cấp sao biểu kiến 2,57, khiến nó trở thành ngôi sao sáng thứ ba trong chòm sao. Các phép đo thị sai cho khoảng cách ước tính khoảng 366 năm ánh sáng (112 parsec) từ Trái Đất.

## Đặc điểm
ζ Ophiuchi là một ngôi sao khổng lồ có khối lượng gấp 19  lần khối lượng Mặt Trời và có bán kính gấp tám lần bán kính Mặt Trời. Phân loại sao của ngôi sao này là O9.5 V, phân loại độ sáng V chỉ ra rằng nó tạo ra năng lượng trong lõi của nó bằng phản ứng nhiệt hạch của hydro. Năng lượng này được phát ra từ lớp ngoài ở nhiệt độ hiệu dụng 34.000K, khiến cho ngôi sao có màu xanh lam của một ngôi sao loại O. Nó quay rất nhanh với vận tốc có thể khiến nó bắt đầu vỡ ra. Tốc độ quay dự kiến có thể cao tới 400 km s−1 và nó có thể quay với tốc độ một lần mỗi ngày.
Đây là một ngôi sao trẻ với tuổi chỉ ba triệu năm. Độ sáng của nó thay đổi theo một cách định kỳ tương tự như sao biến Beta Cephei. Chu kỳ này có hơn chục tần số khác nhau, thay đổi từ 1 đến 10 chu kỳ mỗi ngày. Năm 1979, việc kiểm tra phổ của ngôi sao này đã tìm thấy những " vùng lồi lõm di động" trong các cấu hình dòng helium của nó. Tính năng này đã được tìm thấy ở các ngôi sao khác, những ngôi sao này được gọi là ζ sao Oph. Các đặc tính quang phổ này có khả năng là kết quả của các xung không hướng tâm.
Ngôi sao này đã trải qua gần nửa giai đoạn phát triển của sao, và trong vài triệu năm tới, mở rộng thành một sao siêu khổng lồ màu đỏ lớn hơn quỹ đạo sao Mộc trước khi kết thúc cuộc đời của nó bằng một vụ nổ siêu tân tinh, để lại phía sau một sao neutron hoặc sao xung. Từ Trái Đất, một phần đáng kể ánh sáng từ ngôi sao này được hấp thụ bởi bụi liên sao, đặc biệt là ở vùng màu xanh của quang phổ. Trên thực tế, không phải vì bụi này, ζ Ophiuchi sẽ sáng hơn nhiều lần và là một trong những ngôi sao sáng nhất có thể nhìn thấy được.
Phát xạ tia X đã được phát hiện từ Zeta Ophiuchi và thay đổi theo chu kỳ. Dòng quang X-quang được ước tính là 1,2 × 1024 W. Trong phạm vi năng lượng 0,5–10 keV, dòng này thay đổi khoảng 20% trong khoảng thời gian 0,77 ngày. Hành vi này có thể là kết quả của từ trường trong ngôi sao. Cường độ trung bình đo được của trường dọc là khoảng 14,1 ± 4,5 mT.
Hình ảnh hồng ngoại của sóng xung kích (vòng cung màu vàng) được tạo ra bởi ngôi sao Zeta Ophiuchi chạy trốn trong một đám mây bụi liên sao.
ζ Ophiuchi di chuyển trong không gian với vận tốc đặc biệt là 30 km s − 1. Dựa trên độ tuổi và hướng chuyển động của ngôi sao này, nó là thành viên của nhóm phụ Scorpius trên của Hiệp hội Scorpius-Centaurus sao có chung nguồn gốc và vận tốc không gian. Những ngôi sao chạy trốn như vậy có thể bị đẩy ra bởi các tương tác động giữa ba hoặc bốn ngôi sao. Tuy nhiên, trong trường hợp này, ngôi sao này có thể là một thành phần cũ của hệ sao đôi, trong đó khối lượng lớn hơn bị phá hủy trong vụ nổ siêu tân tinh loại II. Pulsar PSR B1929 + 10 có thể là tàn dư còn sót lại của siêu tân tinh này, vì nó cũng bị đẩy ra từ sự kết hợp với một vector vận tốc phù hợp với kịch bản.
Do vận tốc không gian cao của Zeta Ophiuchi, kết hợp với độ sáng nội tại cao và vị trí hiện tại của nó trong một khu vực giàu bụi của thiên hà, ngôi sao đang tạo ra một cú sốc theo hướng chuyển động. Cú sốc này đã được thực hiện qua Trình thám hiểm khảo sát hồng ngoại rộng của NASA. [12] Sự hình thành của cú sốc cung này có thể được giải thích bởi một tỷ lệ mất khối lượng khoảng 1,1 × 10-7 lần khối lượng Mặt Trời mỗi năm, bằng với khối lượng Mặt Trời mỗi 9 triệu năm.

## Từ nguyên
Nó là một thành viên của Asterism bản địa al-Nasaq al-Yamānī, "Dòng phía Nam" của al-Nasaqān "Hai dòng", cùng với α Ser (Unukalhai), δ Ser (Qin, Tsin), ε Ser (Ba, Pa), δ Oph (Yed Prior), ε Oph (Yed Posterior) and γ Oph (Tsung Ching).
Theo danh mục các ngôi sao trong Biên bản ghi nhớ kỹ thuật 33-507 - Danh mục sao giảm có chứa 537 ngôi sao được đặt tên, al-Nasaq al-Yamānī hoặc Nasak Yamani là các tên cho hai ngôi sao:δ Ser là Nasak Yamani I và ε Ser là Nasak Yamani II (ngoại trừ ngôi sao này, α Ser, δ Oph, ε Oph và γ Oph)
Trong tiếng Trung, 天市右垣, Thiên Thị viên, ám chỉ một khoảng sao đại diện cho mười một tiểu bang cũ ở Trung Quốc đang đánh dấu đường biên giới bên phải của bao vây, bao gồm ζ Ophiuchi, β Herculis, γ Herculis, κ Herculis, γ Serpentis, β Serpentis, α Serpentis, δ Serpentis, ε Serpentis, δ Ophiuchi và ε Ophiuchi. Do đó, ζ Ophiuchi được gọi là 天市右垣十一 (Tiān Shì Yòu Yuán shíyī, Hán-Việt: Thiên Thị Thạch Nguyên Thập Nhất, đại diện cho Hàn (韓), cùng với 35 Capricorni ở Nữ Tố (khoảnh sao).